# Geografia osadnictwa
Geografia osadnictwa – dział geografii społeczno-ekonomicznej zajmujący się rozmieszczeniem oraz układami przestrzennymi wszystkich typów i rodzajów osiedli ludzkich.
Zakres tematyczny geografii osadnictwa
- stosunek osadnictwa do środowiska geograficznego (w makro- i mikroskali)
- fizjonomia osiedli ludzkich
- morfologia osiedli ludzkich
- badania funkcjonalne osadnictwa
- przestrzeń osadnicza
- sieć i system osadniczy

Terminy z zakresu geografii osadnictwa
- osadnictwo
- miasto – wieś – continuum osadnicze
- aglomeracja – konurbacja – megalopolis
- urbanizacja – dezurbanizacja – kontrurbanizacja – semiurbanizacja – suburbanizacja
- rewitalizacja – gentryfikacja
- drugi dom